# Spiridon Drojin
Spiridon Dmítrievitx Drojin (rus: Спиридо́н Дми́триевич Дро́жжин AFI [sʲpʲɪrʲɪˈdon ˈdʲmʲitrʲɪjɪvʲɪtɕ ˈdroʑːɪn] ( ? i  escolteu-ne la pronunciació en rus); 18 de desembre del 1848 - 24 de desembre del 1930) fou un poeta rus i soviètic.

## Biografia
Drojin va néixer en una família de serfs al poble de Nizovka, part del que ara és l'óblast de Tver. Només va passar dos hiverns a l'escola, i el noi de 11 anys va ser enviat a Sant Petersburg per treballar. Va passar els següents anys passejant per Rússia i canviant diverses vegades de feina.
Durant la seva estada a Sant Petersburg (1860-1871), va treballar en la seva autoeducació i va conèixer obres d'entre uns altres, Nikolai Nekràssov, Aleksei Koltsov, Ivan Nikitin i Lev Tolstoi. Als 16 anys va escriure el seu primer poema, i el 1867 va començar el seu diari que va mantenir durant la resta de la seva vida. Els seus poemes van ser publicats per primera vegada el 1873 en una revista anomenada "Gramotei" rus: Грамотей ("L'educat"). Aquesta publicació va ser seguida d'altres.
A causa de la seva desastrosa situació financera, i influenciat pel comte Lev Tolstoi, amb qui es va reunir el 1892 i el 1897, va tornar a casa, a la regió de Tver el 1896 i es va dedicar a escriure. A finals del segle xix, es va convertir en el poeta camperol rus més famós. A Nizovka, l'estiu del 1900, va ser visitat pel poeta austríac Rainer Maria Rilke, que va traduir els seus poemes a l'alemany.
Fill d'un serf, es va guanyar fama com un talentós poeta autodidacta. Va donar la benvinguda a la Revolució d'Octubre, que veia com la realització de les esperances i aspiracions del poble. Això s'expressa en els seus poemes Cançó d'obertura (1920), A l'assemblea del poble (1920), i En memòria de V. I. Lenin (1924). La poesia de Drojin estigué influenciada per Aleksei Koltsov i Nikolai Nekràssov. Alguns dels seus versos s'han musicat i s'han convertit en part del folklore rus. El 1938 es va obrir un museu dedicat a Drojin a l'assentament de Novozavidovski a l'óblast de Tver.
L'Acadèmia Russa de les Ciències li va atorgar dues medalles per la seva poesia.

## Llibres de Spiridon Drojin
- Poemes de 1866-1888, Sant Petersburg (Стихотворения 1866—1888[4])
- Poesia del treball i el dolor (1889-1897), Moscou (M.) - 1901 (Поэзия труда и горя)
- Nous poemes. M. - 1904 rus: Новые стихотворения
- Any del camperol. M. - 1906 rus: Год крестьянина
- Cançons atresorades. M. - 1907 (Заветные песни)
- Noves cançons russes. M. - 1909 (Новые русские песни)
- Baian. M. - 1909 (Баян)
- Velles cançons de pagès M. - 1913 (Песни старого пахаря)
- Cançons dels treballadors. M. - 1920 (Песни рабочих)
- El poeta-camperol S. D. Drojin. La seva vida i les seves cançons. M.; L. - 1923 (Поэт-крестьянин С. Д. Дрожжин Его жизнь и песни)
- Camí de la carretera. M. - 1929 (Пути—дороги)
- Cançons d'un pagès. M. - 1929 (Песни крестьянина)
- Favorits. Kalinin. - 1940 (Избранное. Калинин)
- Poemes. Leningrad (L.) - 1949 (Стихотворения)
- Cançons d'un ciutadà. M. - 1974 (Песни гражданина)
- "Envio salutacions a la meva terra natal ...", Tver - 1998 («Шлю привет родному краю…»)

## Poema
| « | (rus) Я для песни задушевной Взял лесов зеленых шёпот, А у Волги в жар полдневный Тёмных струй подслушал ропот, Взял у осени ненастье, У весны благоуханье; У народа взял я счастье И безмерное страданье. | (català) M'agraden les cançons sentimentals Vaig prendre el xiuxiueig verd dels boscos, Del Volga, la calor del migdia Vaig prendre el mal temps de la tardor, I la fragància de la primavera; De la gent vaig prendre la felicitat I el patiment incommensurable. | » |